# Rio Zavkhan
Rio Zavkhan (em mongol:  Завхан гол) é um rio da Mongólia. Ele nasce nos Montes Khangai e deságua no lago Khyargas. O rio forma a maior parte da divisa entre a província (aimag) de  Govi-Altay e a província de Zavkhan. O rio possui 670 km de extensão.